# 瓠瓜增二
海豚座15，又名BD+12 4472，HD 198390、SAO 106536、HR 7973，是海豚座的一颗恒星，视星等为5.98，位于銀經58.86，銀緯-19.23，其B1900.0坐标为赤經20h 44m 51.8s，赤緯+12° -19.23′ 16″。